# Chiến tranh Ba Lan – Litva
Cuộc chiến tranh Ba Lan-Litva là cuộc xung đột vũ trang giữa hai nước Ba Lan và Litva sau Chiến tranh thế giới thứ nhất. Cuộc chiến này vốn diễn ra để tranh giành quyền kiểm soát hai vùng là Suwałki và Vilnius, và diễn ra đúng thời điểm cao trào của cuộc Chiến tranh Nga-Ba Lan dẫn đến sự can thiệp của Hội Quốc Liên. Có một sự khác biệt vô cùng lớn giữa hai nước trong cách nhìn nhận cuộc chiến này. Với người Litva, nó là một phần của các cuộc chiến tranh độc lập Litva; song với người Ba Lan, nó lại là một phần của cuộc chiến chống Nga xâm lược.
Có nhiều lý do dẫn tới cuộc xung đột này, tuy nhiên nguyên do chính tới từ Józef Piłsudski. Pilsudski vốn sinh ra ở Vilnius, khi Nga còn đang cai trị cả hai. Tướng Pilsudski cảm thấy rằng thành phố Vilnius cần phải trở về với Ba Lan, lấy lý do lịch sử về việc người Ba Lan đã tới vùng đất này và lập khu định cư trước. Với người Litva, Vilnius lại là một thành phố linh thiêng do đã được người Litva, lãnh đạo bởi Đại công tước Gediminas, xây dựng vào thế kỷ 13, nên Litva không thể chấp nhận được sự thay đổi này.
Quân Ba Lan chiếm Vilnius năm 1919 nhưng vào lúc đó người Ba Lan và Litva đang phải chống lại sự xâm chiếm từ Nga Xô viết. Ba Lan hy vọng có thể khiến Vilnius rơi vào tay mình thông qua một kiểu liên minh giống hệt Liên bang Ba Lan và Lietuva, song người Litva nghi ngờ đó là một ý đồ tái nô dịch Litva của Ba Lan. Phe Hiệp ước đã tìm cách hòa giải nhưng đã không nhận được sự tôn trọng. Sau cuộc đảo chính ở Litva 1919 bất thành, hai bên tạm giải quyết biên giới năm 1920.
Việc Ba Lan thất thế trước sự tấn công của quân Bolshevik năm 1920 buộc Ba Lan phải bỏ Vilnius. Ngay lập tức, Litva liền thỏa hiệp với người Nga thông qua Hiệp ước hòa bình Liên Xô-Litva, qua đó Nga hứa hẹn công nhận quyền trung lập của Litva và coi Vilnius là thủ đô của Litva, trong khi bản thân người Nga cũng đang có âm mưu muốn tạo đảo chính để chiếm Litva thông qua Hiệp ước. Thế nhưng việc Nga đại bại trong Trận Warszawa vào tháng 8 năm 1920 đã khiến Litva buộc phải gia cố biên giới của mình. Ba Lan coi Hiệp ước giữa Nga và Litva là bất hợp pháp và cáo buộc Litva là đồng minh của Nga. Vùng Suwalki chứng kiến quân hai bên giao tranh nhau. Việc Ba Lan tiếp tục đánh bại Nga trong trận sông Neman giúp Ba Lan tấn công Litva trên một mặt trận rộng lớn. Do áp lực từ Hội Quốc Liên, Ba Lan và Litva ký thỏa ước Suwałki, song không đảm bảo Vilnius khỏi nguy cơ xâm lược.
Bất mãn với thỏa ước, tháng 10 năm 1920, tướng Lucjan Żeligowski đã tiến hành cuộc nổi dậy Żeligowski và chiếm quyền kiểm soát Vilnius, với sự chấp thuận từ Pilsudski với lý do "bảo vệ quyền người thiểu số Ba Lan". Ông lập ra ngay nước Cộng hòa Trung Litva, mà sau đó, được sáp nhập vào Ba Lan hai năm sau đó. Một thỏa thuận ngừng bắn được ký vào 29 tháng 11. Sau khi sáp nhập vào Ba Lan năm 1922, nó được sắp vào tỉnh Vilnius. Litva không thừa nhận và vẫn coi Vilnius là thủ đô cho tới khi tối hậu thư năm 1938 của Ba Lan được gửi tới Litva.
Cuộc chiến này đã có hệ lụy lớn sau này: việc Ba Lan đánh chiếm Vilnius khiến Litva ủng hộ các hành động xâm lược Ba Lan của Nga và Đức vào năm 1939, và một lượng lớn người Litva ủng hộ phát xít Đức chống Ba Lan. Về sau, khi thế chiến II kết thúc, Liên Xô đã trao trả lại Vilnius cho Litva.